# Aéroport de Gainesville
Pour les articles homonymes, voir GNV.
L'aéroport de Gainesville (IATA: GNV[2], ICAO: KGNV, FAA LID: GNV)  est un aéroport régional situé au nord-ouest de Gainesville en Floride.
Il vu embarquer 217 355 passagers en 2015.
| Daytona Beach Fort Lauderdale Fort Myers Gainesville Jacksonville Key West Orlando-Melbourne Miami Orlando Orlando-Sanford Panama City Pensacola Punta Gorda Sarasota-Bradenton St. Augustine St. Petersburg-Clearwater Tallahassee Tampa Valparaiso Palm Beach Naples Vero Beach |